# Mauro Carranza
Pedro Mauro Carranza (Santiago del Estero, 15 de enero de 1807 - Buenos Aires, 6 de noviembre de 1869) fue un comerciante y político argentino, que ejerció el cargo de gobernador de la provincia de Santiago del Estero a la muerte del caudillo Juan Felipe Ibarra, en 1851.

## Biografía

### Origen familiar, infancia y juventud
Mauro Carranza nació en la ciudad de Santiago del Estero el 15 de enero de 1807. Fue su padre Ángel Martín Carranza, un español oriundo de Toro, quien era militar y capitán de infantería del ejército real. Su madre fue María Cristina Santa Ana Paz y Figueroa, nacida en Matará. Sus hermanos fueron Lorenza, Ángeles, Juan Francisco y Ángel Fernando Carranza.
Se educó en Santiago del Estero y en Buenos Aires. Desde joven se dedicó al comercio, transportando mercaderías desde el norte del país hasta Buenos Aires. Tenía varias estancias sobre el río Salado en sociedad con su tío, el brigadier general y caudillo federal Juan Felipe Ibarra. Tuvo actuación militar durante la guerra civil en 1830 y 1831. Más tarde fue secretario privado del gobernador Ibarra y diputado provincial.
En 1841, durante la guerra contra la Coalición del Norte, Carranza fue gobernador delegado al reemplazar en su cargo de ministro de gobierno a Adeodato de Gondra, cuando este renunció y decidió pasar al servicio del gobernador tucumano, Celedonio Gutiérrez. Durante gran parte de la década de 1840 fue ministro general de gobierno durante el mandato de Ibarra.

### Gobernador de Santiago del Estero
En 1851, poco antes de morir, el gobernador Ibarra lo nombró su albacea testamentario y le encargó la administración de la provincia. El caudillo murió el 15 de julio de 1851, y Carranza interpretó que los nombramientos del difunto lo habilitaban a asumir como gobernador titular de la provincia. Juró el cargo ante los jefes militares de la misma, y se instaló en la casa de Ibarra, que había funcionado como casa de gobierno. La Sala de Representantes no se reunía desde el año 1835, en que había sido cerrada por Ibarra.
Algunos jefes militares y comerciantes pidieron —y luego exigieron— la inmediata constitución de una nueva legislatura. Para ello, Carranza convocó a elecciones. Hábilmente, otro sobrino de Ibarra, Manuel Taboada, organizó un amplio movimiento en favor de una lista de jóvenes ambiciosos en el interior de la provincia. Cuando finalmente se celebraron las elecciones, en la ciudad los resultados fueron parejos, pero en la campaña el resultado fue ampliamente favorable a Taboada y su partido. Carranza anuló las elecciones el 26 de septiembre de 1851, se negó a reunir la legislatura y convocó nuevos comicios.
Fundamentó esa decisión argumentando que se había cometido fraude, violación a las leyes y porque elementos taboadistas habían atropellado la libertad de sufragio. Para asegurarse las nuevas elecciones, también sustituyó a los comandantes de campaña que no le eran leales y que simpatizaban con sus primos Taboada. En una nueva elección, presidida por el juez Felipe Santillán, Mauro Carranza fue electo gobernador. De los 200 ciudadanos que tenían derecho a voto, solo votaron 38.
Manuel y Antonino Taboada organizaron una montonera en el interior de la provincia y lograron que un oficial de apellido Paz se sublevara en la ciudad. En cuanto esto ocurrió, gran parte de la provincia se alzó contra Carranza. Este pidió ayuda al gobernador tucumano Gutiérrez, pero las fuerzas tucumanas estaban ocupadas ya que debieron rechazar una invasión unitaria. Carranza delegó el mando en Pío Achával y partió a Tucumán, a conseguir apoyo externo. Taboada ocupó la capital el 5 de octubre, día en que reunió la legislatura cuya elección había anulado Carranza, y se hizo elegir gobernador. Dos combates en los meses de diciembre y enero terminaron con las fuerzas que disponía Achával, quien terminó huyendo a Córdoba.

### Últimos años
Carranza se instaló en la provincia de Catamarca, donde se dedicó a la minería en Andalgalá, donde residió por diez años. Tras la invasión que siguió a la batalla de Pavón, se instaló en la provincia de Santa Fe, donde adquirió una estancia.
Pasó sus últimos años en Buenos Aires, donde falleció el 6 de noviembre de 1869.
Se caracterizó por ser un hombre muy culto, un caballero honorable, serio, circunspecto, bien intencionado, moderado y apacible. En su vida política, siempre fue acompañado por su hermano Ángel Carranza. Este último fue padre de Adolfo Carranza y Ángel Justiniano Carranza.